# Anevrina wyatti
Anevrina wyatti är en tvåvingeart som beskrevs av Ronald Henry Lambert Disney 2006. Anevrina wyatti ingår i släktet Anevrina och familjen puckelflugor.
Artens utbredningsområde är Thailand. Inga underarter finns listade i Catalogue of Life.